# Konvexkombination
Konvexkombination av två eller flera baspunkter x1, x2, ... kallas i matematiken de punkter som befinner sig i eller mellan baspunkterna.
I det tvådimensionella fallet uttrycks detta exempelvis som att xkonv = px1 + (1-p)x2 för ett reellt p i intervallet [0,1] (detta till skillnad från linjärkombinationen som kan befinna sig var som helst i det rum som definieras av baspunkterna och origo, ekvationen blir då xlinj = ax1 + bx2 för godtyckliga reella a och b).
I det (icke-triviala) tredimensionella fallet utgör konvexkombinationerna en triangel mellan de tre hörnen, i det fyrdimensionalla en tetraeder mellan de fyra hörnen.